# April Ryan
Pour les articles homonymes, voir Ryan.
April Ryan est une journaliste politique américaine née le 5 septembre 1967 à Baltimore.